# Papurana supragrisea
Espèce
Synonymes
- Rana supragrisea Menzies, 1987
- Hylarana supragrisea (Menzies, 1987)

Statut de conservation UICN

 LC  : Préoccupation mineure
Papurana supragrisea est une espèce d'amphibiens de la famille des Ranidae.

## Répartition
Cette espèce est endémique de Papouasie-Nouvelle-Guinée. Elle se rencontre en Nouvelle-Guinée orientale et dans l'archipel d'Entrecasteaux.

## Publication originale
- Menzies, 1987 : A taxonomic revision of Papuan Rana (Amphibia: Ranidae). Australian Journal of Zoology, vol. 35, no 4, p. 373-418.